# Robert Berkley junior
Robert Olen Berkley junior (* 23. September 1948 in Denver, Colorado) ist ein ehemaliger US-amerikanischer Rennrodler.
Berkley gewann zusammen mit Richard Cavanaugh 1974 und 1975 die Doppelsitzermeistertitel sowohl bei den US- als auch bei den Nordamerikameisterschaften im Rennrodeln. Bei den Olympischen Winterspielen 1972 in Sapporo und 1976 in Innsbruck erreichten sie die Plätze 17 und 23.
Nach seiner Rennrodelkarriere wechselte Berkley zum Roller Derby, beidem er 1998 US-amerikanischer Meister im Banked Track wurde. Zwischen 1997 und 1999, sowie 2001 und 2002 gewann er außerdem die nationalen Meistertitel im 10.000-m-Rennen auf der geneigten Bahn.
Berkley hatte die Grand Junction High School in Colorado besucht und später an der University of Colorado studiert.